# ابو سادات محمد سایم
ابو سادات محمد سایم (انگلیسی: Abu Sadat Mohammad Sayem؛ زادهٔ ۲۹ مارس ۱۹۱۶ – درگذشته ۸ ژوئیه ۱۹۹۷) یک سیاست‌مدار و حقوقدان اهل بنگلادش بود. وی از ۶ نوامبر ۱۹۷۵ تا ۲۱ آوریل ۱۹۷۷ رئیس‌جمهور این کشور بود.
ابو سادات محمد سایم در ۸ ژوئیه ۱۹۹۷، در سن ۸۱ سالگی درگذشت.